# Gouden Octogoon

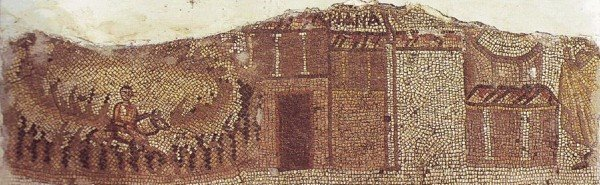
Mozaiëk met rechts biddende man en achthoekige Octogoon van Antiochië

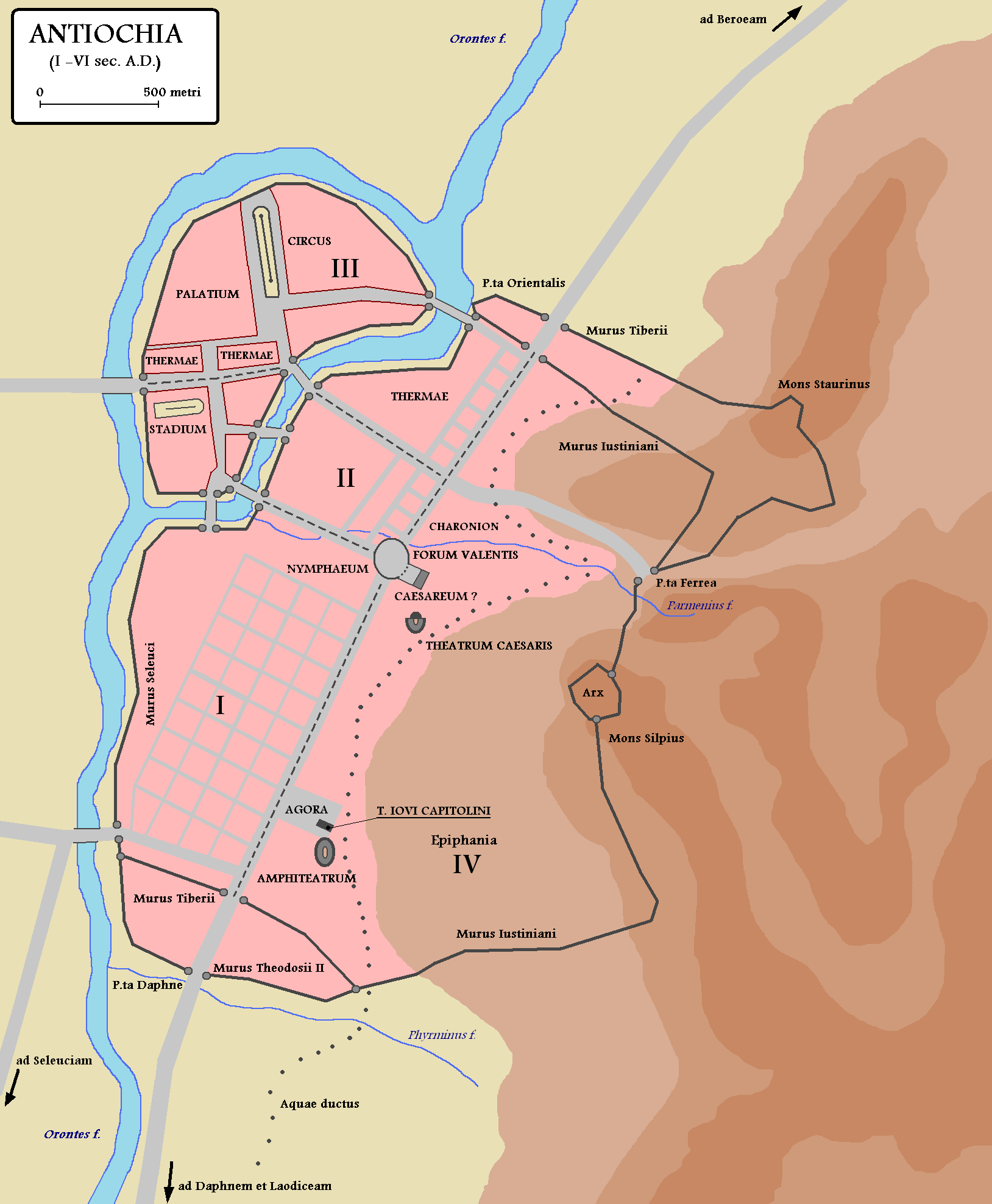
Antiochië in de Romeinse Tijd. Wijk III is het eiland op de Orontes.

De Gouden Octogoon (341-588) was een kerk in de stad Antiochië, een van de grootste steden in het Romeinse Rijk en Byzantijnse Rijk. De kerk maakte zeer waarschijnlijk deel uit van het paleiscomplex van de keizers op een eiland in de rivier Orontes. Tegenwoordig is de naam van de stad Antiochië Antakya in Turkije.

## Synoniemen
- Domus Aurea, letterlijk Gouden Huis. Niet te verwarren met het paleis in Rome, Domus Aurea.
- Grote Kerk van Antiochië. Het was de grootste kerk in de stad waar de patriarch van Antiochië predikte.

## Geschiedenis
In 325 begon de stad met de bouw van de Gouden Octogoon, op bevel van keizer Constantijn I de Grote. De lokalisatie van de kerk op het eiland is niet bekend. Het eiland met het keizerlijk paleis lag in de Orontes. De onzekerheid ligt in de onduidelijke beschrijving van Eusebius van Caesarea. Eusebius liet na de exacte plaats van de Gouden Octogoon op te schrijven. Historici werden aan het twijfelen gebracht omwille van de onduidelijkheid over een standbeeld van een stier of een Stierenpoort nabij de kerk. Wel zijn historici het erover eens dat de Gouden Octogoon eerder een paleiskerk was  – in achthoekige vorm – dan wel de kathedraal van Antiochië. De kerk telde een bovengronds verdiep waarbij de kamers op het eerste verdiep uitliepen op de koepelconstructie.
In januari 341 werd de Gouden Octogoon plechtig ingewijd. In april van datzelfde jaar onderging de stad drie aardbevingen zonder schade aan de kerk. Later dat jaar in 341 was de Gouden Octogoon de verzamelplaats van een synode ter gelegenheid van de kerkwijding; de synode zette patriarch Athanasius van Alexandrië af, onder impuls van keizer Constantijn II. Alexandrië en Antiochië waren twee rivaliserende patriarchaten in het Oost-Romeinse Rijk.
In mei 526 werd de Gouden Octogoon beschadigd door een zware aardbeving. Een week later stortte een deel van de kerk in. De patriarch van Antiochië liet de kerk heropbouwen; de andere gebouwen op het eiland werden niet meer herbouwd. Eenmaal herbouwd onderging de kerk nog enkele kleine aardbevingen alsook de brandschatting door keizer Khusro I der Perzen (540).
In 588 leed de Gouden Octogoon zware schade ten gevolge van een grote aardbeving en stortte ze in. De Byzantijnen herbouwden haar niet meer.